# باشگاه فوتبال سپیدرود رشت در فصل ۹۹–۱۳۹۸
باشگاه فوتبال سپیدرود رشت در فصل ۹۹–۱۳۹۸، در نوزدهمین دورهٔ رقابت‌های لیگ آزادگان حضور دارد. این تیم همچنین در این فصل در سی و سومین دورهٔ جام حذفی فوتبال ایران حضور دارد.

## بازیکنان

### ترکیب تیم در لیگ آزادگان
| شماره |         | نقش       | بازیکن           |
| ----- | ------- | --------- | ---------------- |
| ۷     | ایران   | هافبک     | میثم فردوسی      |
| ۱۰    | ایران   | مهاجم     | پویا نزهتی       |
| ۱۱    | ایران   | هافبک     | محمدرضا مهدوی    |
| ۱۷    | ایران   | مدافع     | امین جوادی مقدم  |
| ۱۸    | ایران   | مهاجم     | جواد آقایی‌پور    |
| ۲۷    | ایران   | مدافع     | ابراهیم لطفی     |
| ۳۰    | ایران   | مهاجم     | محمد لطفی        |
| ۷۷    | ایران   | دروازه‌بان | مازیار نوری      |
| ۹۰    | ایران   | مدافع     | علیرضا نورمحمدی  |
|       | ایران   | هافبک     | حمیدرضا طاهرخانی |
|       | گرجستان | مدافع     | لوکا نوزادزه     |
|       | ایران   | مهاجم     | محمد علیزاده     |
|       | گرجستان | مدافع     | روما چاچوا       |
|       | ایران   | مدافع     | مهیار نوری       |

| شماره |       | نقش       | بازیکن             |
| ----- | ----- | --------- | ------------------ |
|       | ایران | مدافع     | امید سام‌کن         |
|       | ایران | دروازه‌بان | میلاد تولایی       |
|       | ایران | مدافع     | محمود خمیسی        |
|       | ایران | مدافع     | محمد روشندل        |
|       | ایران | هافبک     | محمداسماعیل نظری   |
|       | ایران | هافبک     | ایمان شوریابی      |
|       | ایران | هافبک     | سعید قدمی          |
|       | ایران | مهاجم     | حسام یعقوبی        |
|       | ایران | مدافع     | ساسان شیرمردی      |
|       | ایران | مهاجم     | مجتبی محبوب‌مجاز    |
|       | ایران | دروازه‌بان | سید مهدی اسلامی    |
|       | ایران | مدافع     | معین راشدی         |
|       | ایران | دروازه‌بان | پوریا شاه‌محمد      |
|       | ایران | مهاجم     | احسان پیرهادی      |
|       | ایران | مدافع     | امیر تیزرو         |
|       | ایران | هافبک     | محمدرضا زینال خیری |

## گلزنان
| بازیکن          | لیگ آزادگان | جام حذفی | مجموع |
| --------------- | ----------- | -------- | ----- |
| مجتبی محبوب‌مجاز | ۱           | ۰        | ۱     |
| محمد دادرسی     | ۱           | ۰        | ۱     |
| مهیار نوری      | ۱           | ۰        | ۱     |
| ایمان شورابی    | ۱           | ۰        | ۱     |
| پویا نزهتی      | ۱           | ۰        | ۱     |

## رقابت‌ها

### بررسی مسابقات
| رقابت       | اولین بازی     | آخرین بازی     | شروع دور  | جایگاه نهایی     | آمار | آمار | آمار | آمار | آمار | آمار | آمار | آمار   |
| رقابت       | اولین بازی     | آخرین بازی     | شروع دور  | جایگاه نهایی     | بازی | ب    | ت    | ش    | گ‌ز   | گ‌خ   | ت‌گ   | % برد  |
| ----------- | -------------- | -------------- | --------- | ---------------- | ---- | ---- | ---- | ---- | ---- | ---- | ---- | ------ |
| لیگ آزادگان | ۲۶ مرداد ۱۳۹۸  | نامشخص         | هفته اول  |                  | ۴    | ۲    | ۱    | ۱    | ۵    | ۴    | ۱+   | ۰۵۰    |
| جام حذفی    | ۱۵ شهریور ۱۳۹۸ | ۱۵ شهریور ۱۳۹۸ | مرحله سوم | حذف در مرحله سوم | ۱    | ۰    | ۰    | ۱    | ۰    | ۳    | ۳−   | ۰۰۰٫۰۰ |
| مجموع       | مجموع          | مجموع          | مجموع     | مجموع            | ۵    | ۲    | ۱    | ۲    | ۵    | ۷    | ۲−   | ۰۴۰    |

آخرین به‌روزرسانی در: ۳ سپتامبر ۲۰۱۹.

منبع: رقابت‌ها

### لیگ آزادگان

#### جایگاه در جدول
| رتبه | تیم            | بازی | برد | مساوی | باخت | گل زده | گل خورده | گل تفاضل | امتیاز | صعود یا سقوط  |
| ---- | -------------- | ---- | --- | ----- | ---- | ------ | -------- | -------- | ------ | ------------- |
| ۱۴   | رایکا          | ۳۴   | ۸   | ۱۳    | ۱۳   | ۳۱     | ۳۳       | ۲−       | ۳۷     |               |
| ۱۵   | ملوان          | ۳۴   | ۸   | ۱۱    | ۱۵   | ۳۱     | ۴۰       | ۹−       | ۳۵     |               |
| ۱۶   | نیروی زمینی(س) | ۳۴   | ۸   | ۹     | ۱۷   | ۳۲     | ۴۶       | ۱۴−      | ۳۳     | سقوط به لیگ ۲ |
| ۱۷   | سپیدرود (س)    | ۳۴   | ۸   | ۶     | ۲۰   | ۲۵     | ۴۷       | ۲۲−      | ۳۰     | سقوط به لیگ ۲ |
| ۱۸   | علم و ادب (س)  | ۳۴   | ۲   | ۴     | ۲۸   | ۱۴     | ۸۵       | ۷۱−      | ۱۰     | سقوط به لیگ ۲ |

#### دست‌آوردها در خانه و بیرون
| مجموع | مجموع  | مجموع | مجموع | مجموع | مجموع | مجموع | مجموع | خانه | خانه | خانه | خانه | خانه | خانه | مهمان | مهمان | مهمان | مهمان | مهمان | مهمان |
| بازی  | امتیاز | پ     | ت     | ش     | گ‌ز    | گ‌خ    | ت‌گ    | پ    | ت    | ش    | گ‌ز   | گ‌خ   | ت‌گ   | پ     | ت     | ش     | گ‌ز    | گ‌خ    | ت‌گ    |
| ----- | ------ | ----- | ----- | ----- | ----- | ----- | ----- | ---- | ---- | ---- | ---- | ---- | ---- | ----- | ----- | ----- | ----- | ----- | ----- |
| ۴     | ۷      | ۲     | ۱     | ۱     | ۵     | ۴     | ۱+    | ۱    | ۱    | ۰    | ۳    | ۲    | ۱+   | ۱     | ۰     | ۱     | ۲     | ۲     | ۰     |

آخرین بروزرسانی: ۳ سپتامبر ۲۰۱۹

منبع: سازمان لیگ

پ = پیروزی؛ ت = تساوی؛ ش = شکست؛ گ‌ز = گل زده؛ گ‌خ = گل خورده؛ ت‌گ = تفاضل گل

#### نتایج در هر بازی
| هفته    | ۱  | ۲  | ۳  | ۴ | ۵ | ۶ | ۷ | ۸ | ۹ | ۱۰ | ۱۱ | ۱۲ | ۱۳ | ۱۴ | ۱۵ | ۱۶ | ۱۷ | ۱۸ | ۱۹ | ۲۰ | ۲۱ | ۲۲ | ۲۳ | ۲۴ | ۲۵ | ۲۶ |
| ------- | -- | -- | -- | - | - | - | - | - | - | -- | -- | -- | -- | -- | -- | -- | -- | -- | -- | -- | -- | -- | -- | -- | -- | -- |
| زمین    | خ  | ب  | ب  | خ |   |   |   |   |   |    |    |    |    |    |    |    |    |    |    |    |    |    |    |    |    |    |
| دست‌آورد | م  | ش  | پ  | پ |   |   |   |   |   |    |    |    |    |    |    |    |    |    |    |    |    |    |    |    |    |    |
| جایگاه  | ۱۰ | ۱۶ | ۱۰ | ۹ |   |   |   |   |   |    |    |    |    |    |    |    |    |    |    |    |    |    |    |    |    |    |

زمین: ب = بیرون از خانه، خ = داخل خانه. دست‌آورد: پ = پیروزی، ش = شکست، م = مساوی، ع = به تعویق افتاده.

#### جزئیات بازی‌ها
برد
      مساوی
      باخت
| ۲۶ مرداد ۱۳۹۸ ۱ | سپیدرود | ۰–۰ | مس رفسنجان | رشت، ایران                                            |
| ۱۸:۳۰           |         |     |            | ورزشگاه: ورزشگاه سردار جنگل رشت داور: محمدرضا اکبریان |

| ۳۱ مرداد ۱۳۹۸ ۲ | نود ارومیه | ۱–۰ | سپیدرود | ارومیه، ایران                                  |
| ۱۸:۴۵           | عباسی ۶'   |     |         | ورزشگاه: ورزشگاه تختی ارومیه داور: امید جمشیدی |

| ۵ شهریور ۱۳۹۸ ۳ | نیروی زمینی | ۱–۲ | سپیدرود                    | تهران، ایران                                       |
| ۱۷:۳۰           | ۳۲'         |     | محبوب‌مجاز ۴۸' · دادرسی ۵۷' | ورزشگاه: ورزشگاه غدیر تهران داور: محمدباقر پورباقر |

| ۱۱ شهریور ۱۳۹۸ ۴ | سپیدرود                                    | ۳–۲   | استقلال خوزستان          | رشت، ایران                                    |
| ۱۸:۰۰            | نوری ۴۵' · شورابی ۵۸' (پنالتی) · نزهتی ۷۶' | گزارش | نیایش‌پور ۱۰' · درفشی ۴۸' | ورزشگاه: ورزشگاه سردار جنگل رشت داور: علی بای |

### جام حذفی

#### دست‌آوردها در خانه و بیرون
| مجموع | مجموع  | مجموع | مجموع | مجموع | مجموع | مجموع | مجموع | خانه | خانه | خانه | خانه | خانه | خانه | مهمان | مهمان | مهمان | مهمان | مهمان | مهمان |
| بازی  | امتیاز | پ     | ت     | ش     | گ‌ز    | گ‌خ    | ت‌گ    | پ    | ت    | ش    | گ‌ز   | گ‌خ   | ت‌گ   | پ     | ت     | ش     | گ‌ز    | گ‌خ    | ت‌گ    |
| ----- | ------ | ----- | ----- | ----- | ----- | ----- | ----- | ---- | ---- | ---- | ---- | ---- | ---- | ----- | ----- | ----- | ----- | ----- | ----- |
| ۱     | ۰      | ۰     | ۰     | ۱     | ۰     | ۳     | −۳    | ۰    | ۰    | ۱    | ۰    | ۳    | −۳   | ۰     | ۰     | ۰     | ۰     | ۰     | ۰     |

آخرین بروزرسانی: ۳ سپتامبر ۲۰۱۹

منبع: سازمان لیگ

پ = پیروزی؛ ت = تساوی؛ ش = شکست؛ گ‌ز = گل زده؛ گ‌خ = گل خورده؛ ت‌گ = تفاضل گل

#### جزئیات بازی‌ها
| ۱۵ شهریور ۱۳۹۸ مرحله ۳                 | سپیدرود | ۰–۳ | فجر سپاسی | رشت، ایران                      |
| ۱۷:۰۰                                  |         |     |           | ورزشگاه: ورزشگاه سردار جنگل رشت |
| یادداشت: سپیدرود از مسابقه انصراف داد. |         |     |           |                                 |

## لباس فصل
تامین کننده: یوسف جامه

| \| \| لباس اول \| \| لباس دوم \| \| لباس سوم \| |          |  |          |  |          |
|                                                 | لباس اول |  | لباس دوم |  | لباس سوم |

|  | لباس اول |  | لباس دوم |  | لباس سوم |